# Institut supérieur de gestion

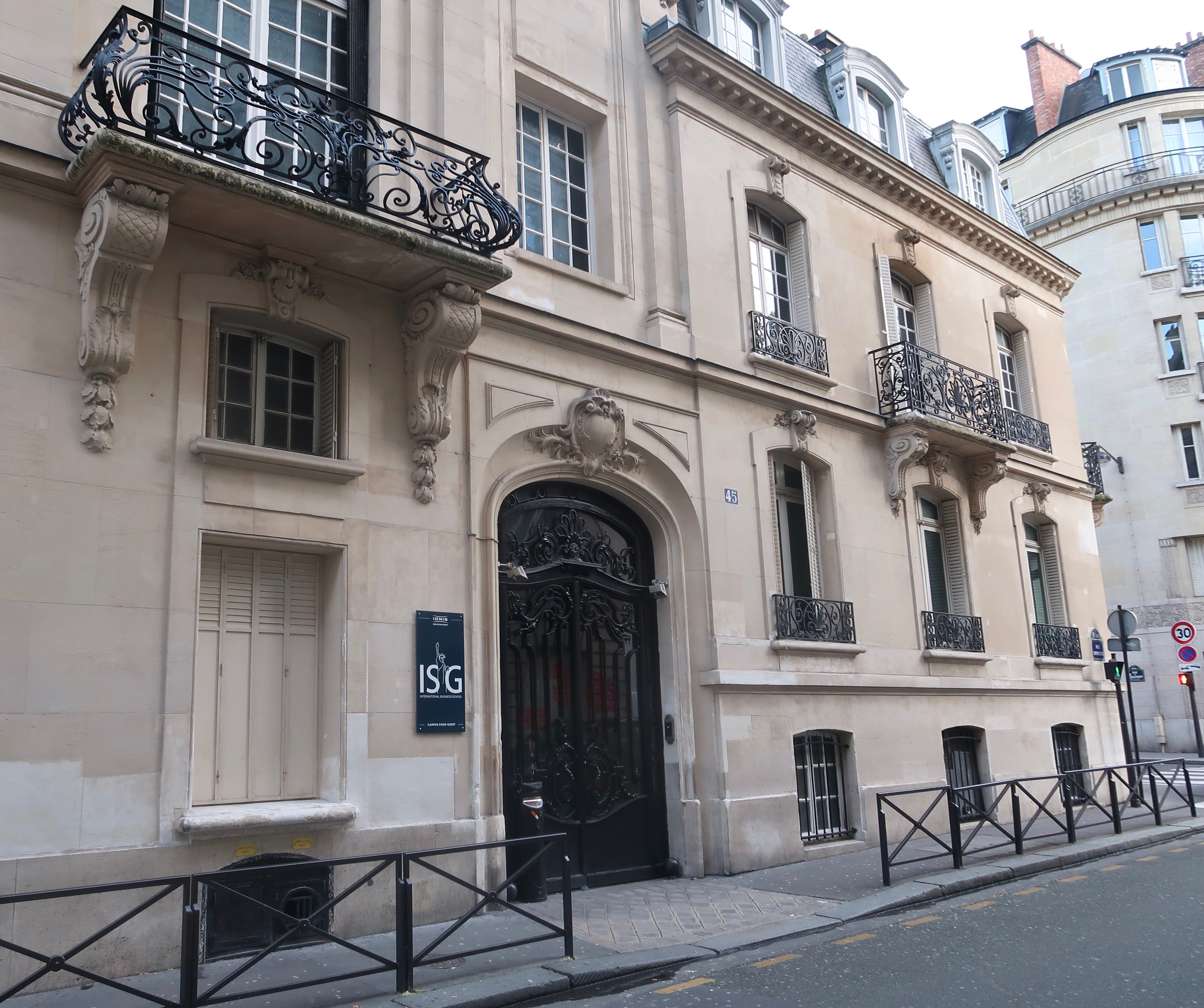
Siedziba uczelni

Institut supérieur de gestion (ISG) – założona w 1967 roku francuska wyższa uczelnia handlowa, zaliczana do grandes écoles. Institut supérieur de gestion znajduje się w 16. dzielnicy Paryża.
Najsłynniejsi absolwenci:
- François Baroin
- Stéphan Caron
- Franck Riester